# Gerardus Bontius
Gerardus Bontius (sinonímia Geraert de Bondt, Gerard de Bont) (~1536/1539, em Rijswijk, pequena cidade de Guéldria - 15 de setembro de 1599, em Leiden) foi um médico, botânico, matemático e astrônomo holandês.

## Vida
Filho de pais ricos, foi educado no ensino privado em Schoonhoven e Delft em filosofia e língua latina.  Mais tarde, iniciou o curso de ciência médicas na Universidade Velha de Lovaina.  Tempos depois, viajou para a Itália e continuou seus estudos na Universidade de Pádua, onde obteve o doutorado em Medicina.  Retornando a Holanda, instalou-se em Leiden como médico e com a fundação da Universidade de Leiden, tornou-se o primeiro professor de Medicina, Matemática e Astronomia em 17 de Julho de 1575.
Em Setembro de 1587 assumiu o cargo de Professor de Anatomia e de Botânica, e em 10 de Outubro de 1598 foi nomeado diretor do Jardim Botânico de Leiden.  Muito conhecido pelo seu extenso conhecimento, torno-se famoso pelas suas habilidades da língua grega e por seu comentários sobre Hipócrates, que aliás nunca foram publicados.  Além disso, Bontius participou nos trabalhos de organização da Universidade tendo sido nomeado reitor da Alma Mater em 1599.  Morreu em exercício, tendo solicitado que seus escritos não fossem impressos após sua morte.
Bontius foi também inventor de uma composição de pílulas, as quais, em sua homenagem, foram chamadas de Pilulæ tartareæ Bontii (Pílulas tartáricas de Bontius). Os holandeses, durante muito tempo, mantiveram esta composição em segredo, mas elas foram analisadas pela engenhosidade de alguns médicos, que revelaram seus ingredientes.
Do seu casamento com Jacoba Jans resultou quatro filhos e quatro filhas.  Destes Reiner Bontius (1576-1623), Willem Bontius (1588-1646) e Jacobus Bontius também se tornaram famosos.  O filho Johannes Bontius  foi médico em Rotterdam.